# Marc Berdoll
Marc Berdoll (Trélazé, 6 de abril de 1953) é um ex-futebolista francês. Ele competiu na Copa do Mundo FIFA de 1978, sediada na Argentina, na qual a seleção de seu país terminou na 12º colocação dentre os 16 participantes. Na competição, marcou um gol contra a Hungria na primeira fase.
Em clubes, fez sucesso pelo Angers, onde atuou em 233 jogos e marcou 111 gols. Passou também por Saarbrücken, Olympique de Marseille, Amiens e Orléans, onde encerrou a carreira em 1985.